# 626

## Събития
- Юни-юли – авари, славяни и перси правят неуспешна обсада на Константинопол